# Deilini
Los deilinos (Deilini) son una tribu de coleópteros crisomeloideos de la familia Cerambycidae.

## Géneros
Tiene los siguientes géneros:
- Deilus Audinet-Serville, 1834
- Delagrangeus Pic, 1892
- Eburophora White, 1855
- Schizopleurus Lacordaire, 1869
- Telocera White, 1858